# Juliana Morell

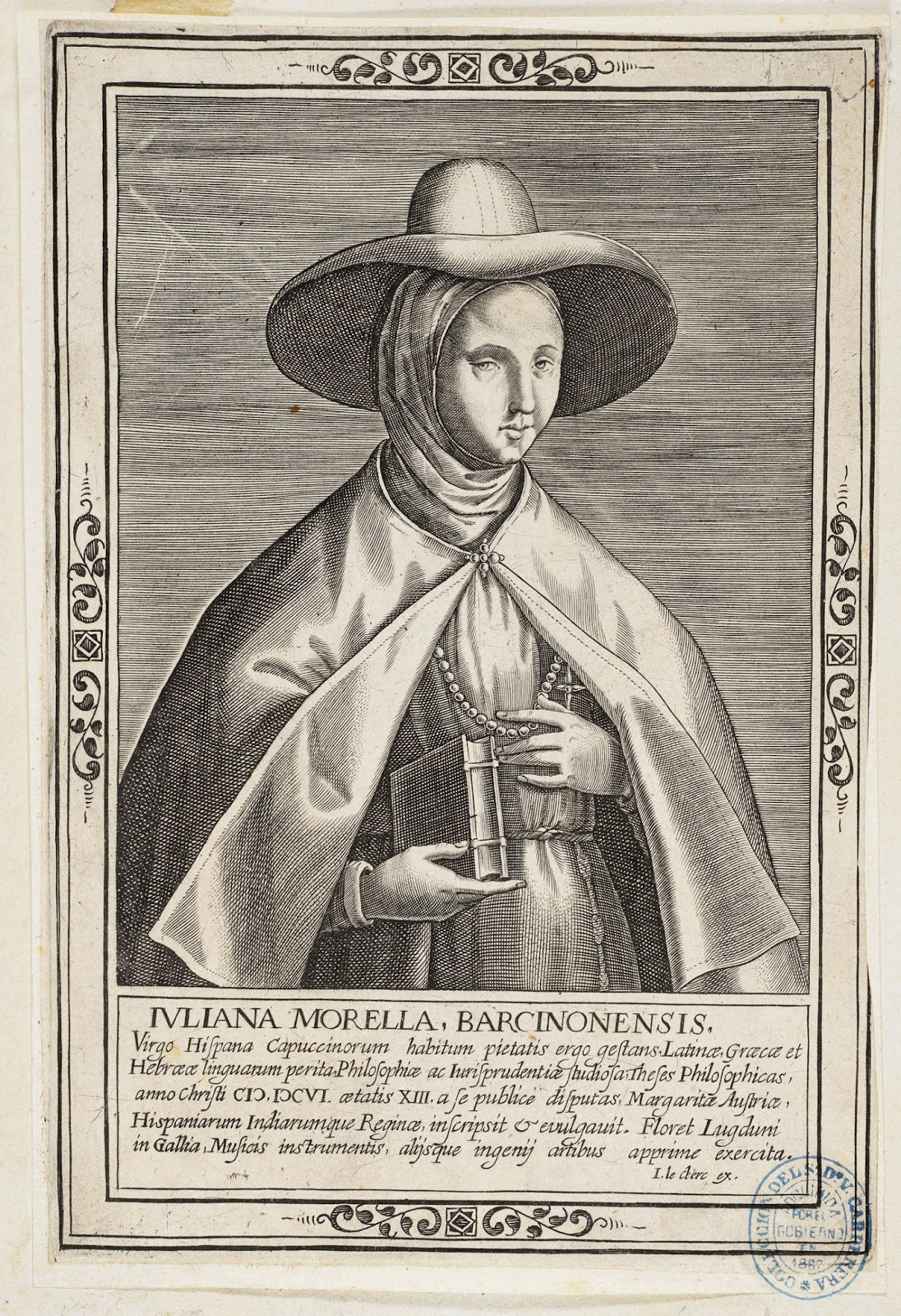
Juliana Morell

Juliana Morell (16 tháng 2, 1594 – 26 tháng 6, 1653) là một nữ tu dòng Anh Em Thuyết Giáo, và cũng là người phụ nữ đầu tiên được nhận bằng Tiến sĩ Luật.

## Tiểu sử
Morella sinh ra tại Barcelona và mồ côi mẹ từ nhỏ. Năm bốn tuổi bà bắt đầu học tiếng Latinh, Hy Lạp, và Do Thái. Khi chỉ mới chưa tròn bảy tuổi, bà đã viết một bức thư bằng tiếng Latinh gửi cho cha mình khi ông ở xa.
Bị buộc tội tham gia vào một vụ ám sát, cha bà dẫn theo bà chạy trốn đến Lyon, lúc đó bà vừa lên tám. Tại Lyon, Juliana tiếp tục học và nghiên cứu, bà thường dành chín tiếng trong một ngày để học về thuật hùng biện, phép biện chứng, đạo đức học, và âm nhạc. Năm tròn 12 tuổi, bà đã biện hộ công khai cho luận án của mình. Sau này bà còn đi theo vật lý học, siêu hình học và luật pháp. Cha bà sống tại Avignon mong muốn bà phải đạt được một học vị tiến sỹ về ngành luật. Và điều đó đã trở thành hiện thực vào năm 1608, khi bà cố gắng bảo vệ luận án luật của mình tại cung điện của phó đại sứ của giáo hoàng trước những người lỗi lạc, và trong số đám đông có mặt của Bà hoàng Charlotte Catherine de La Trémoille xứ Condé.
Morell là người phụ nữ đầu tiên được nhận được bằng đại học. Còn người phụ nữ đầu tiên nhận được học vị tiến sĩ trong thời cận đại là Stefania Wolicka, từ Đại học Zürich, năm 1875.
Không quan tâm đến sự giàu có và những lời cầu hôn, bà xuống tóc trở thành nữ tu tại một tu viện nữ xứ Sainte-Praxède ở Avignon cùng năm đó. Bà sống tại đây cho đến hết đời, năm 1653.

## Công trình
Morell để lại một số tác phẩm văn học tôn giáo đáng kể đến như: 
- Bản dịch "Vita Spiritualis" (Lyons, 1617; Paris, 1619);
- Exercices spirituels sur l'éternité (1637);
- Bản dịch Rule of St. Augustine sang tiếng Pháp (Avigon, 1680).